# Chansontage der DDR
Die Chansontage der DDR (auch Tage des Chansons der DDR) waren ein nationaler Musikwettbewerb in der DDR. Sie fanden von 1973 bis 1992 statt, zunächst in Dresden, ab 1975 in Frankfurt (Oder).

## Ablauf
Die Chansontage wurde – mit Ausnahmen – alle zwei Jahre im Spätherbst als Wettbewerb mit begleitenden Werkstätten ausgetragen. Teilnehmer waren Chansonsänger, Schauspieler und Liedermacher, gelegentlich auch Folkmusiker, die eigene Texte sangen. Sie wurden ab  Anfang der 80er bis zur Wende von den Bezirkskommissionen delegiert. Vorher waren keine Delegierungen, nur eine Anmeldung, nötig. Die Chansontage wurden vom staatlichen Komitee für Unterhaltungskunst organisiert, etwa von Wolfgang Wallroth, der auch mehrfach als Teilnehmer auftrat. Der „Hauptpreis“ wurde bis zur Wende vom DDR-Minister für Kultur vergeben. Weitere Preise waren der „Preis der Generaldirektion des Komitees für Unterhaltungskunst“, der „Preis der AWA“, der „Preis des Verbands der Komponisten und Musikwissenschaftler der DDR“, der „Preis des Schriftstellerverbands“, der „Preis des Zentralrats der FDJ“, der „Preis des VEB Deutsche Schallplatten“, der „Preis des Schirmherrn“ (der Frankfurter Oberbürgermeister), der „Preis des Staatlichen Komitees für Fernsehen“, der „Preis für das streitbarste Programm“ sowie Anerkennungspreise und Nachwuchspreise.

## Geschichte
Die Chansontage fanden unter anderem 1973, 1974, 1975, 1977, 1979, 1981, 1983, 1985, 1987 und 1992 (zum elften Mal) statt. Sie wurden vom Komitee für Unterhaltungskunst veranstaltet und waren ein Wettbewerb, an dem prinzipiell jeder teilnehmen konnte.
1987 gewann Stefan Körbel (zuvor Karls Enkel) aufgrund der Entscheidung der Jury den Hauptpreis. Aus politischen Gründen wurde der Hauptpreis aber Gerhard Gundermann verliehen.
In den 1990er Jahren gab es einen Versuch, das Festival wiederzubeleben, der allerdings nach kurzer Zeit scheiterte. Der Liedermacher Matthias Görnandt startete 2004 einen zweiten Anlauf. Er hatte die Idee, in der Grenzstadt eine deutsch-polnische Veranstaltung zu veranstalten. Der Name dieses jährlich stattfindenden Festivals lautet „transVOCALE – Europäisches Festival für Lied und Weltmusik“.

## Preisträger (unvollständig)
- 1974
  - Scarlett Seeboldt (später Band Wacholder), Anerkennungspreis
  - Hubertus Schmidt, Preis des Verbands der Komponisten und Musikwissenschaftler der DDR für Komposition
- 1975
  - Ute Freudenberg, Nachwuchspreis;[4]
  - Silvia Pscheit
- 1977
  - Kurt Nolze, Hauptpreis des Ministers für Kultur
  - Werner Bernreuther[5], Preis des Schriftstellerverbandes
  - Joachim Schäfer
  - Jürgen Degenhardt, Sonderpreis für Autoren
- 1979
  - Piatkowski & Rieck, Hauptpreis des Ministers für Kultur
  - Thomas Heyn[6]
  - Thea Elster[1]
- 1981
  - Stephan Krawczyk, Hauptpreis des Ministers für Kultur
  - Joachim Schäfer
- 1983
  - Heinz-Martin Benecke, Bronzener Lorbeer des Fernsehens der DDR[7]
  - Ilona Schlott
- 1985
  - Norbert Bischoff, Preis des Generaldirektors beim Komitee für Unterhaltungskunst
  - Tobias Klug, Preis der Präsidentin des Komitees für Unterhaltungskunst
  - Susanne Grütz, Preis des Vorsitzenden des Rates des Bezirkes Frankfurt (Oder)
  - José Pérez, Preis des VEB Halbleiterwerk Frankfurt (Oder)
  - Torsten Riemann, Preis des VEB Deutsche Schallplatten
  - Susanne Grütz und Hubertus Schmidt, Preis der AWA[8]
  - Stefan Töpelmann & Thomas Riedel, Preis des VEB Deutsche Schallplatten[9]
- 1987
  - Gerhard Gundermann, Hauptpreis des Ministers für Kultur (anstelle von Stefan Körbel)
  - Gerlinde Kempendorff, unter anderem mit Stephan König, Preis für das streitbarste Programm[10] und Preis des Verbands der Komponisten und Musikwissenschaftler der DDR
  - Duo Sonnenschirm, zweifacher Preisträger
  - Aufwind, Preisträger
  - Gruppe Wildemann[11]
  - Simone Elze (später Simone Grunert), Nachwuchspreis
  - Dieter Kalka[12], Nachwuchspreis
  - Maike Nowak
- 1992
  - Matthias Böttcher, Hauptpreis[13]
  - André Ochodlo – Grand Prix
- Freiberg, mehrere erfolgreiche Teilnahmen[14]

## Sonstiges
Ende der 1970er Jahre begann die jährliche Ausrichtung der „DDR-offenen Chansontage“ durch Werner Bernreuther im Kloster Michaelstein bei Blankenburg (Harz), zu der sich eher die kritischen Liedermacher der DDR trafen.